# Lu-ting (most)

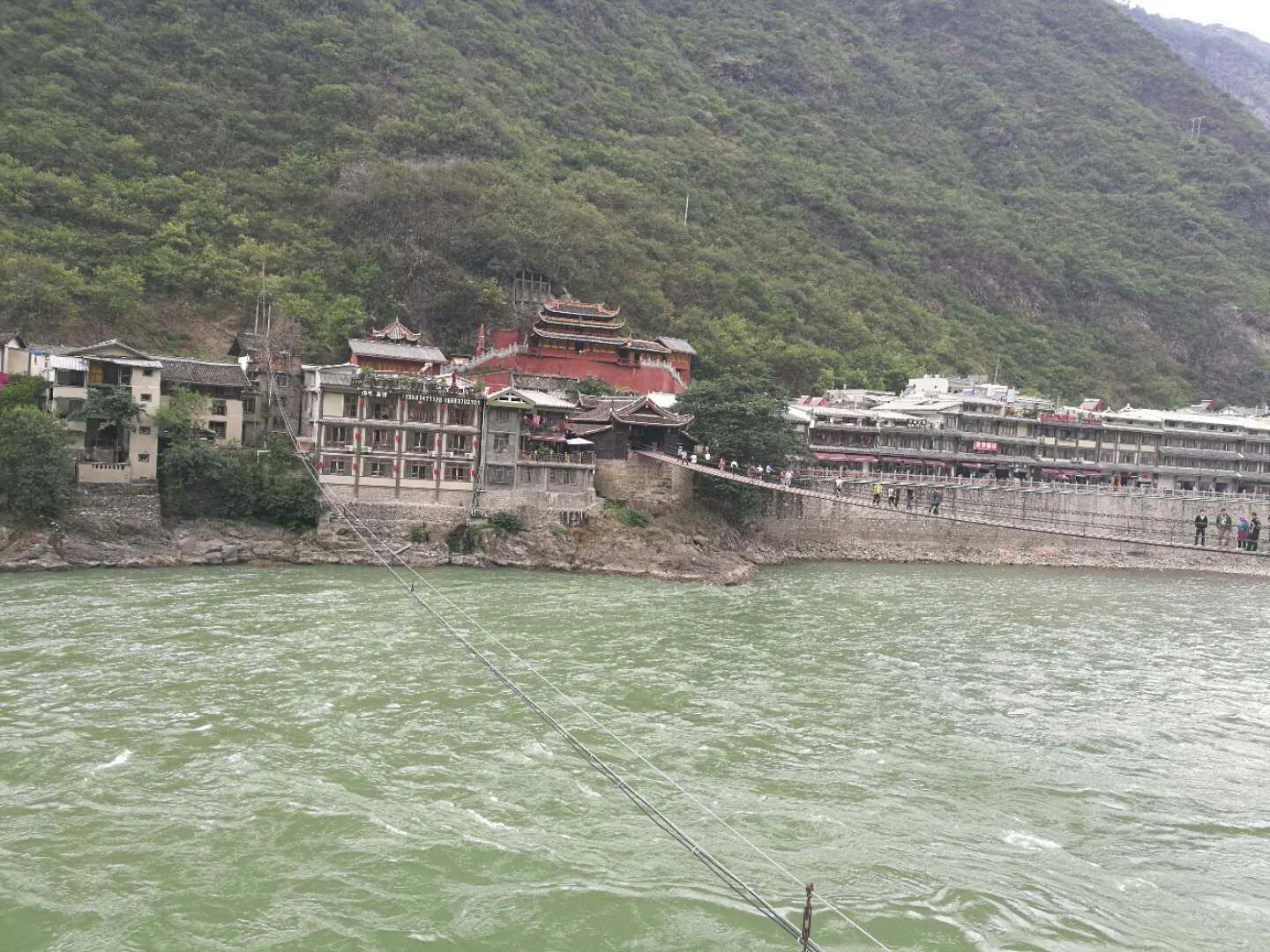
Most v květnu 2018

Most v Lu-ting (znaky zjednodušené: 泸定桥; znaky tradiční: 瀘定橋; pinyin: Lúdìng Qiáo), je místo spojené s kontroverzním popisem přechodu vojáků Rudé armády během Dlouhého pochodu, ke kterému došlo 29. května 1935. Tento most se nachází nad řekou Ta-tu v západní části provincie S’-čchuan nedaleko města Lu-ting. Mýtus o krvavém přechodu vznikl díky americkému novináři Edgaru Snowovi, který ve své knize Red Star Over China (Rudá hvězda nad Čínou) tuto událost popsal velmi zkresleně. Snowovo dílo se však v drtivé míře opírá o jeho rozhovor s Mao Ce-tungem, který mu byl poskytnut v létě roku 1936. Tato událost má především symbolický význam, neboť vytvořila ideu, že přechod mostu, společně s Dlouhým pochodem byl hrdinskou událostí.

## Most
Řeka Ta-tu tvořila přírodní bariéru, kterou bylo složité překonat. Na konci května, kdy tající sníh z Himálají rozproudil její tok, bylo nemožné řeku jakkoliv přebrodit či přeplavat. Jediným východiskem pro přesun tedy zůstal most, který zde stál již od počátku 18. století. Tento most byl původní součást císařské silnice spojující hlavní město S‘-čchuanu Čcheng-tu s Lhasou, hlavním městem Tibetu. Visutý most, tvořený pouze silnými řetězy a prkny spojoval téměř sto metrů vzdálené břehy.

## Událost
Dle Snowova popisu měli nacionalisté odstranit prkna z mostu a následně zbylé řetězy pomazat parafínem a zapálit. Navíc se na severním břehu mělo nacházet kulometné hnízdo s plukem nacionalistických vojáků. Komunisté pak měli tento hořící most překročit a hrdinsky dobýt město. Nejnápadnějším důkazem, že se jedná o lživý popis události, byl fakt, že nedošlo skoro k žádným ztrátám na životech. Předvoj Rudé armády mělo tvořit 22 mužů, kteří se v sebevražedném útoku vřítili na most. Avšak na oslavě 2. června, tedy bezprostředně po přechodu mostu, bylo všech 22 vojáků naprosto v pořádku a každý z nich navíc obdržel honosné dary. V roce 1946 pak Pcheng Te-chuaj při rozhovoru s novináři tento mýtus nepotvrdil, prozradil ale, že zemřelo jen několik vojáků, pod kterými se při opravách mostu prolomilo prkno.
Pravdou je, že když 29. května k mostu dorazili komunisté, žádní nepřátelé tam nebyli. Některá prkna na mostě sice chyběla, avšak nejednalo se o práci nacionalistů, nýbrž času. Jako náhradu komunisté použili dveře a víka rakví zapůjčené z nedalekého města. Generál Li Čchüan-šan, který měl dle tvrzení komunistů bránit most, se v onom čase nacházel v Chua-lin-pingu. Ústředí nacionalistů, které se v Lu-tingu opravdu nacházelo však bylo několik dní před příchodem Rudé armády přesunuto. Dle rozhovoru s místními lidmi, který proběhl v roce 1997, se ozývaly zvuky palby jen sporadicky. Čankajšek tedy umožnil členům Dlouhého pochodu volný přesun.